# 南博方
南 博方（みなみ ひろまさ、1929年10月11日 - 2010年6月18日）は、日本の法学者。専門は、行政法・環境法・租税法。学位は、法学博士（東京大学・課程博士・1959年）。一橋大学名誉教授、筑波大学名誉教授。中国人民大学名誉客員教授。

## 人物
兵庫県城崎郡豊岡町（現・豊岡市）出身。
父は大阪の弁護士。田中二郎の勧めて研究の道に入り、行政訴訟や行政不服審査、行政争訟理論、行政手続、公害紛争調停等の研究を行った。途中、病床の父の希望で法律事務所を継ぐため大阪市立大学教授を辞職したが、大蔵省の要請を受け、国税不服審判所審判官に就任。
その後筑波大学で社会科学系長等を務めたのち、定年退官した市原昌三郎の後任として一橋大学教授に移り多くの学生を指導した。博士課程指導学生に藤原静雄（中央大学教授）、高橋滋（一橋大学名誉教授）、大久保規子（大阪大学教授）、楊建順（中国人民大学教授）等がいる。
定年退官後は同じく田中二郎門下の原田尚彦を後任教授に据え、1999年まで第11代成城大学学長を務めた。後任の学長は横川新。

## 略歴

### 学歴
- 1942年3月 大阪府立天王寺師範学校附属国民学校卒業
- 1947年3月 大阪府立天王寺中学校卒業
- 1950年3月 第三高等学校文科甲類卒業
- 1953年3月 東京大学法学部法律学科卒業
- 1955年3月 東京大学大学院社会科学研究科公法専門課程修士課程修了
- 1959年3月 東京大学大学院社会科学研究科公法専門課程博士課程修了。法学博士。学位論文「ドイツ行政裁判制度論」

### 職歴
- 1959年4月 大阪市立大学法学部助教授
- 1965年4月 大阪市立大学法学部教授
- 1970年3月 父の弁護士事務所を継ぐため大阪市立大学依願退職
- 1970年8月 大阪国税不服審判所部長国税審判官
- 1972年10月 国税不服審判所本部国税審判官
- 1973年7月 退官
- 1973年12月 筑波大学社会科学系教授
- 1976年4月 筑波大学社会科学系長（1977年3月まで）、筑波大学評議員
- 1976年10月 東京大学法学部講師併任（1977年3月まで）
- 1984年4月 一橋大学法学部教授併任（1985年4月より専任）
- 1989年4月 一橋大学評議員（1990年3月まで）
- 1993年3月 一橋大学定年退官
- 1993年4月 成城大学法学部教授
- 1994年6月 筑波大学名誉教授
- 1994年6月 成城大学学長（1999年3月まで）
- 1998年2月 一橋大学名誉教授
- 2000年3月 成城大学退職
- 2000年4月 岩手県立大学総合政策学部・大学院総合政策研究科教授
- 2005年 大宮法科大学院大学教授

#### 非常勤・客員
- 1967年4月　岡山大学法文学部非常勤講師（1969年3月まで）
- 1970年4月　大阪市立大学大学院非常勤講師（1972年3月まで）
- 1970年4月　近畿大学大学院非常勤講師（1972年3月まで）
- 1970年4月　神戸学院大学大学院非常勤講師（1972年3月まで）
- 1973年7月　東京大学法学部特別研究員（11月まで）
- 1985年4月　学習院大学非常勤講師（1987年3月まで）
- 1985年4月　放送大学客員教授（1990年9月まで）
- 1988年4月　成城大学大学院法学研究科非常勤講師
- 1999年4月　群馬大学社会情報学部非常勤講師
- 税務大学校客員教授

#### 学外における役職
- 1962年4月　大阪市建築審査会委員（1973年6月まで）
- 1965年10月　日本公法学会理事（1967年10月まで）
- 1971年10月　租税法学会理事
- 1972年12月　大阪市開発審査会委員（1973年6月まで）
- 1973年7月　国税不服審判所顧問
- 1973年7月　国際租税法協会会員
- 1974年6月　日本学術会議法律学・政治学研究連絡委員会委員（1988年7月まで）
- 1975年9月　航空審議会臨時委員
- 1977年9月　財団法人行政管理研究センター理事
- 1979年4月　文部省教科用図書検定調査審議会調査委員
- 1983年3月　日本財政法学会理事
- 1986年4月　国家公務員採用1種試験（法律）試験専門委員（1996年12月まで）
- 1988年7月　第14期日本学術会議会員
- 1988年8月　大学設置・学校法人審議会専門委員（1993年10月まで）
- 1989年10月　司法試験（第二次試験）考査委員（1999年12月まで）
- 1989年10月　公害等調整委員会委員
- 1989年11月　自衛隊離職者就職審査会会長
- 1990年4月　外務公務員採用1種試験委員（2000年8月まで）
- 1991年6月　日本法律家協会会員
- 1991年7月　公害等調整委員会委員（再任）
- 1991年7月　第15期日本学術会議会員
- 1991年12月　東京弁護士会資格審査会予備委員
- 1992年10月　人間環境問題研究会顧問
- 1993年5月　国立高等専門学校教員の選考及び高等専門学校教員資格認定に係る協力者
- 1993年6月　第一東京弁護士会懲戒委員会予備委員
- 1993年11月　文部省教科用図書検定調査審議会委員
- 1994年7月　第16期日本学術会議会員（1997年7月まで）
- 1995年12月　東京弁護士会資格審査会予備委員
- 1996年4月　日本私立大学連盟学長会議運営委員会委員（1998年3月まで）
- 1996年6月　財団法人大学セミナー・ハウス評議員（1999年3月まで）
- 1996年10月　内閣府政府調達苦情検討委員会委員
- 1997年7月　国税審査会委員
- 1998年2月　国税審査会会長代理
- 1998年3月　島根県立大学設置準備委員会顧問
- 1998年4月　日本私立大学連盟教育研究問題検討部会委員
- 1998年4月　長崎県顧問（7月まで）
- 1998年10月　自衛隊員の再就職の在り方に関する検討会座長
- 1998年11月　国立公文書館移管基準等研究会座長
- 1998年12月　新省名検討のための有識者懇談会委員
- 2000年1月　日本馬主協会連合会社会貢献審議会委員
- 2000年4月　内閣府政府調達苦情検討委員会委員長
- 2000年7月　豊島廃棄物処理協議会会長
- 法務省行刑改革推進委員会顧問
- 文部省教科用図書検定調査審議会会長
- 法務省刑事施設の被収容者の不服審査に関する調査検討会座長
- 財団法人行政管理研究センター評議員
- 財団法人自動車製造物責任相談センター理事
- 国際行政学会国内委員会委員
- 日本学術会議公法連絡委員会委員長
- 日本財政法学会名誉会員
- 東アジア行政学会理事

## 家族・血縁
文学研究者の中川操（大阪経済大学名誉教授）は妹。その夫は文学者の中川時雄（神戸市外国語大学名誉教授）。

## 著書
- 『条解行政事件訴訟法（第4版）』（高橋滋、市村陽典、山本隆司と共編著）（弘文堂、2014年）
- 『行政法（第6版）』（有斐閣、2006年）
- 『条解行政事件訴訟法（第3版）』（高橋滋と共編著）（弘文堂、2006年）
- 『要説環境法（第3版）』（大久保規子と共著）（2006年）
- 『現代行政法（第5版）』（成田頼明、荒秀、近藤昭三、外間寛と共著）（有斐閣、2002年）
- 『注釈行政手続法』（高橋滋と共編著）（第一法規出版、2000年）
- 『行政法（1）（2）（3）（第3版）』（原田尚彦、田村悦一と共編著）（有斐閣、1996年）
- 『わかりやすい行政手続法』（関有一と共著）（有斐閣、1994年）
- 『紛争の行政解決手法』（有斐閣、1993年）
- 『行政紛争処理の法理と課題』（鈴木庸夫、関哲夫と共編著）（法学書院、1993年）
- 『注釈行政不服審査法（全訂版）』（小高剛と共著）（第一法規出版、1988年）
- 『行政裁判制度』（有斐閣、1987年）
- 『国・公有地信託の理論と実務』（第一法規出版、1987年）
- 『注釈国税不服審査・訴訟法』（第一法規出版、1982年）
- 『行政手続と行政処分』（弘文堂、1980年）
- 『租税争訟の理論と実際（増補版）』（弘文堂、1980年）
- 『行政訴訟の制度と理論』（有斐閣、1968年）
- 『行政裁判制度』（有斐閣、1960年）